# Ione Mylonas Shear
Ione Mylonas Shear geborene Mylonas (* 19. Februar 1936 in Champaign (Illinois); † 15. Januar 2005 in Princeton, New Jersey) war eine amerikanische Klassische Archäologin.
Ione Mylonas, Tochter des Archäologen George E. Mylonas, wuchs in St. Louis, Missouri, auf, wo ihr Vater als Professor lehrte. Sie studierte am Wellesley College und am Bryn Mawr College, wo sie 1968 bei Machteld Mellink promoviert wurde. Viele Jahre grub sie unter ihrem Vater in Mykene. Verheiratet war sie ab 1959 mit dem Archäologen T. Leslie Shear, Jr. (1938–2022), von 1968 bis 1994 Leiter der Ausgrabungen auf der Agora von Athen, an denen sie von 1972 bis 1993 teilnahm. Ihre Tochter Julia L. Shear (* 1968) ist ebenfalls Archäologin.
Ihr Hauptforschungsgebiet war die ägaische Bronzezeit. Hier beschäftigte sie sich seit ihrer Dissertation insbesondere mit der mykenischen Hausarchitektur. Ihr Forschungsinteresse galt des Weiteren der Verbindung der bronzezeitlichen Kultur mit Homer sowie dem Königtum in der mykenischen Gesellschaft.

## Veröffentlichungen (Auswahl)
- Mycenaean domestic architecture. Dissertation Bryn Mawr Colleg 1968.
- The Panagia Houses at Mycenae. University of Pennsylvania Museum of Archaeology and Anthropology, Philadelphia 1987, ISBN 978-0-934718-84-4.
- Tales of heroes. The origins of the Homeric texts. Caratzas, New York 2000, ISBN 0-89241-537-1.
- Kingship in the Mycenaean world and its reflections in the oral tradition. INSTAP Academic Press, Philadelphia 2004, ISBN 1-931534-12-8.